# Robert Gehbauer
Robert Gehbauer, né le 7 juillet 1987, est un sportif autrichien qui pratique le triathlon et le VTT cross-country.  Il est notamment champion du monde junior de VTT (2005) et de triathlon d'hiver (2006).

## Biographie
Son frère Alexander (né en 1990) pratique également le VTT au haut niveau.
En 2005, Robert Gehbauer devient champion du monde de VTT cross-country juniors (moins de 19 ans). La même année, il est champion d'Autriche de cyclo-cross juniors. En 2006, il est sacré champion d'Europe junior de triathlon d'hiver.
En 2018, il est vice-champion d'Autriche de triathlon d'hiver et en février 2019, il termine 14e du championnat du monde de triathlon d'hiver (8 km de course à pied, 12 km de VTT et 10,5 km de ski de fond). L'année suivante, il remporte le championnat d'Autriche de triathlon d'hiver. En février 2020, il est huitième des mondiaux en Italie. En mars 2021, il devient à 33 ans champion national de triathlon d'hiver pour la deuxième fois.

## Palmarès en triathlon
- 2008
  - Champion d'Europe de triathlon d'hiver juniors
- 2019
  - Champion d'Autriche de triathlon d'hiver
- 2020
  - 8e du championnat du monde de triathlon d'hiver
- 2021
  - Champion d'Autriche de triathlon d'hiver

## Palmarès en VTT

### Championnats du monde
- Livigno 2005
  -  Champion du monde de cross-country juniors
- Val di Sole 2008
  - 10e du cross-country espoirs

## Palmarès en cyclo-cross
- 2004-2005
  -  Champion d'Autriche de cyclo-cross juniors